# Vibia Sabina

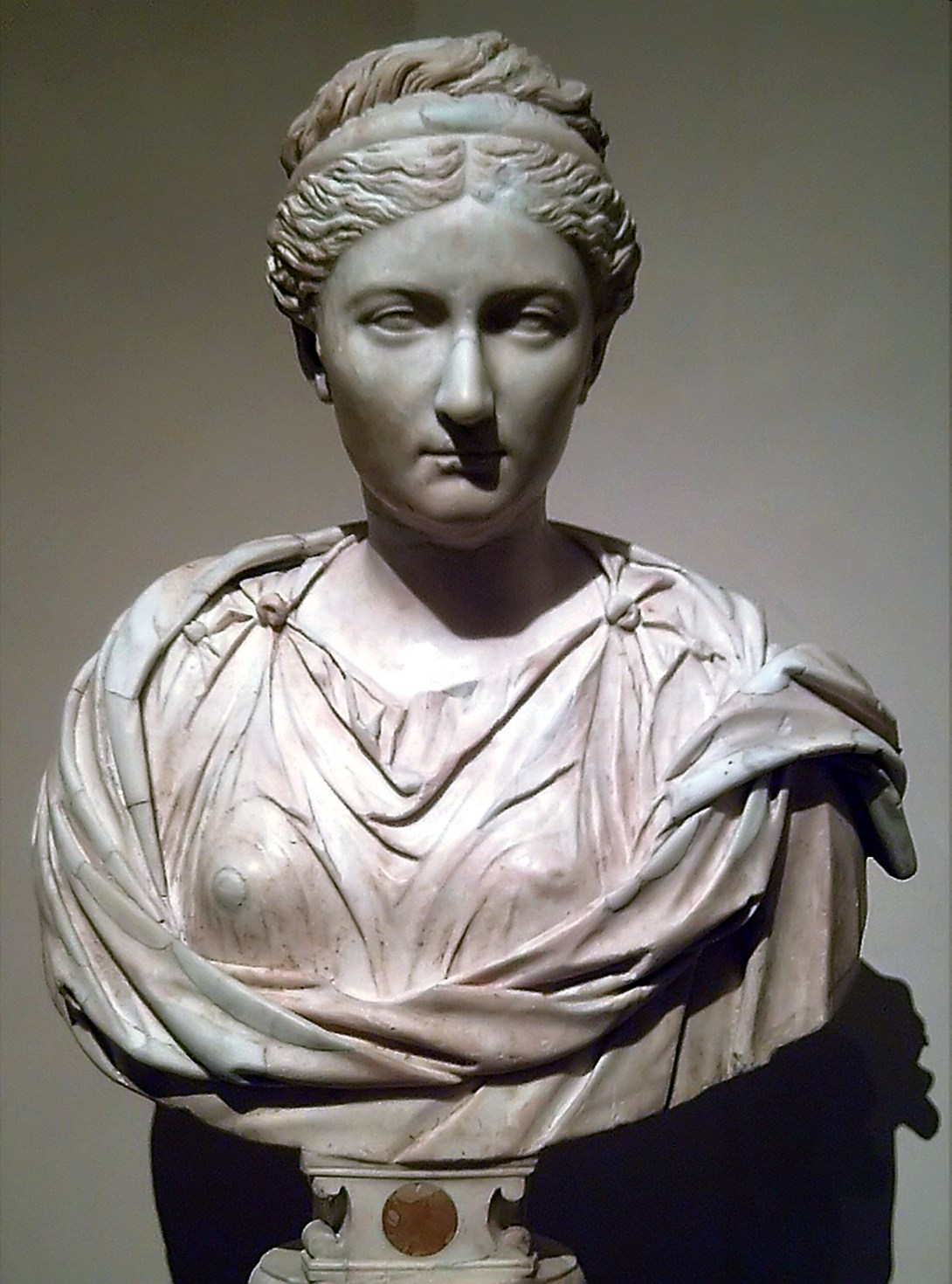
Vibia Sabina, marmură, Muzeul Prado (Madrid)

Vibia Sabina (n. 86 d.Hr. – d. 136 d.Hr.) a fost o împărăteasă romană, soția împăratului roman Hadrian. 

## Biografie
Vibia Sabina s-a născut prin anul 86, fiind fiica Saloninei Matidia (nepoata împăratului Traian) și a lui Lucius Vibius Sabinus, politician cu rang consular. 
S-a căsătorit cu Hadrian, la cererea împărătesei Pompeia Plotina, pentru ca acesta să poată succeada la tronul imperiului unchiului mamei sale, Traian, în 117. Cuplul nu a avut copii, iar căsătoria a fost nefericită. În 128 Vibia Sabina a primit titlul de Augusta.
Vibia Sabina a murit înaintea soțului ei, prin 136 – 137, din cauze rămase necunoscute. Unele lucrări sugerează că Hadrian ar fi otrăvit-o, însă nu există nicio dovadă. Urna sa funerară a fost depusă la Mausoleul lui Hadrian.

## Galerie de imagini

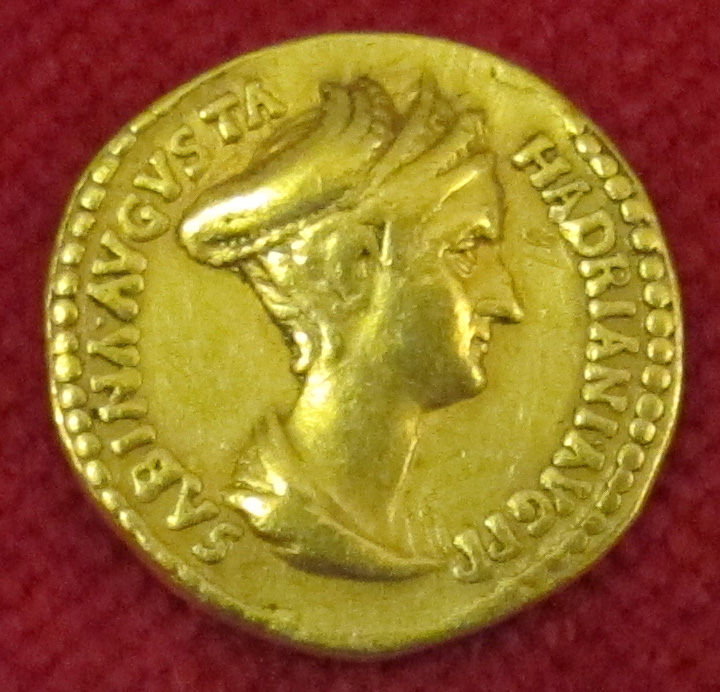
Denar emis sub Hadrian, cu efigia Sabinei, spre dreapta; în partea stângă a monedei se poate citi SABINA AVGVSTA.